# Oban (distillerie)
Pour les articles homonymes, voir Oban.
 (décembre 2024).
Si vous disposez d'ouvrages ou d'articles de référence ou si vous connaissez des sites web de qualité traitant du thème abordé ici, merci de compléter l'article en donnant les références utiles à sa vérifiabilité et en les liant à la section « Notes et références ».
Oban est une distillerie portant le nom de la ville l'hébergeant, sur la côte ouest écossaise. Cette distillerie est une des plus petites d'Écosse. Elle appartient au groupe Diageo, tout comme Talisker ou Dalwhinnie.

## Histoire
La distillerie a été fondée en 1794 par les frères Stevenson. La ville d'Oban s'est construite par la suite, autour de la distillerie. 
En 1866, la distillerie passe dans les mains de Peter Cumstie qui la revend en 1883 à Walter Higgin .
Ce dernier veut la moderniser et décide entre autres de creuser la roche afin d'y bâtir un nouveau chai. Les travaux doivent être arrêtés à la suite d'une découverte archéologique, mettant au jour des restes humains datant de 4500 ans av. J.-C. qui sont depuis exposés au National Museum of Antiquities d'Édimbourg. 
La distillerie est rachetée par Alexander Edward, propriétaire d'Aultmore, pour former le groupe Oban and Aultmore-Glenlivet Distilleries Ltd en 1898. 
Le groupe Dewar's en devient propriétaire en 1923. En 1930, le groupe Dewar's fut repris par SMD qui fait actuellement partie de UDV (Diageo), l'actuel propriétaire. 
Oban resta en sommeil de 1931 à 1937, durant la Seconde Guerre mondiale, puis de 1969 à 1972.